# 加布里埃莱·马尼
加布里埃莱·马尼（義大利語：Gabriele Magni，1973年12月3日—），意大利击剑运动员。他曾代表意大利参加2000年夏季奥林匹克运动会击剑比赛，结果获得男子团体花剑项目的铜牌。